# مصادره اموال پس از انقلاب ۱۳۵۷ ایران
مصادره اموال در ماه‌ها و سال‌های نخست پس از انقلاب ۱۳۵۷، به مجموعه اقداماتی گفته می‌شود که پس از وقوع انقلاب ۱۳۵۷ به فرمان سید روح‌الله خمینی، یا با «قانون حفاظت و توسعه صنایع ایران» تصویب شده در  ۱۰ تیر ۱۳۵۸ توسط شورای انقلاب، یا به دستور دادگاه انقلاب صورت گرفت و موجب مصادره گستردهٔ اموال و دارایی‌های بسیاری از وابستگان به حکومت پهلوی، برخی کارمندان عالی‌رتبه دولتی و نظامی، کارآفرینان، سرمایه‌داران و تجار، اقلیت‌های دینی، افرادی که پس از انقلاب به خارج از کشور رفته بودند، و هنرمندان سرشناس و پردرآمد به دست دادگاه انقلاب شد. نهادی نو نیز به نام بنیاد مستضعفان انقلاب اسلامی برای امور مربوط به مصادره ایجاد شد. در میان اموال و دارایی‌های مصادره شده، نام بزرگ‌ترین کارآفرینان چندین دهه قبل از انقلاب دیده می‌شود. برخی از کارآفرینان و سرمایه‌داران مجبور به تَرک کشور شدند، و برخی نیز همچون حبیب‌الله القانیان به جوخهٔ دار سپرده شدند.
در طی این مصادره‌ها، به ویژه با تصویب «قانون حفاظت و توسعه صنایع ایران»، بخش مهمی از اقتصاد خصوصی ایران شامل اموال، کارخانجات و صنایع بزرگ مربوط به ۵۳ صاحب سرمایه و صنعتگر مصادره شد. پی‌آمد این مصادره‌ها، از یک‌سو، فرار بسیاری از کارآفرینان، سرمایه‌داران و تجار ایرانی به خارج کشور بود، و از سوی دیگر، شکل‌گیری نهادِ بنیاد مستضعفان بر پایه املاک مصادره‌ای به عنوان یکی از مهم‌ترین و پردرآمدترین نهادهای اقتصادی ایران بود. مصادره‌ها اگر چه به دست دادگاه انقلاب انجام می‌شد، اما در جامعه نیز مورد حمایت و دارای نظریه‌پردازانی در میان گروه‌ها و روشنفکران به‌ویژه مارکسیستی و سوسیالیستی که نگاه منفی به سرمایه‌داران و کارآفرینان داشتند و به دنبال سلب مدیریت خصوصی بودند. تجربه مصادره اموال سرمایه‌داران در ایران، در برخی دیگر از کشورهای مشابه در طول سده گذشته توسط گروه‌های چپ‌گرا تکرار شده بود.
در حال حاضر، مصادره اموال که بر اساس اصل ۴۹ قانون اساسی و قانون مجازات اسلامی است به ستاد اجرایی فرمان امام می‌رسد. مصادره اموال و دارایی‌ها توسط این ستاد تا اکنون در مورد برخی از زندانیان سیاسی و عقیدتی ادامه داشته است. به علاوه، روح‌الله خمینی به ستاد اجرایی فرمان امام اختیار تام برای مصادره یا فروش کلیهٔ وجوه و اموال مجهول المالک بلاصاحب و ارث بلا وارث داده است.
این مصادره‌ها بخش بزرگی از اقتصاد ایران را تحت مالکیت بنیادها قرار داد که گزارش عملکرد مدیریتی و سود و زیان یا حتی میزان حقوق پرسنل خود را به دولت‌ها نمی‌دهند و تنها در برابر رهبر پاسخگو هستند. این امر اقتصاد ایران را غیرقابل کنترل توسط دولت‌ها کرد و عملاً باعث شد دولت‌ها نتوانند برنامه‌های اقتصادی خود را اجرا کنند.

## زمینه تاریخی و صدور فرمان مصادره
قبل از انقلاب، به ویژه در دهه‌های چهل و پنجاه، با نفوذ ایدئولوژی‌های چپ و غرب‌ستیزانه از سمت شوروی، روشنفکران چپ ایرانی در یک دوقطبی شرقی و غربی، مسیر صنعتی شدن ایران را بخشی از نقشهٔ امپریالیسم غربی برای وابسته‌سازی مردم شرق می‌دیدند. از این رو، آنها مبارزه با سرمایه‌داری در ایران را مبارزه با غرب می‌دانستند. یک گروه از آنها، یعنی سازمان فدائیان خلق، در سال ۱۳۵۳ نیز توانست یکی از مهم‌ترین سرمایه‌داران و کارآفرینان ایرانی، یعنی محمدصادق فاتح یزدی را ترور کنند. تلویزیون ایران نیز گاهی با پخش برنامه‌های غرب‌ستیزانه از افرادی همچون نراقی و فردید نیز به این برداشت‌ها دامن می‌زد. فساد در بخش خصوصی یکی از زمینه‌های دیدگاه منفی نسبت به این افراد بود. دولت هویدا در دهه ۵۰ مصادره اموالی که توسط تجار احتکار شده بود را آغاز کرد.
همچنین از دهه بیست به بعد در بسیاری از گروه‌های سوسیالیستی، عدم اعتقاد به مالکیت خصوصی وجود داشت، از جمله ترکیب ایدئولوژی‌های اسلامی و سوسیالیستی که به سوسیالیسم اسلامی معروف است، همچون در نهضت خداپرستان سوسیالیست، شکل گرفت. به گفته سعیدی «از جنبش خداپرستان سوسیالیست که همان گروهی بود که محمد نخشب به راه انداخته بود تا طرفداران شریعتی، راه سومی‌ها، خلیل ملکی، آل‌احمد و دانشور و گروهی که حول مجله «علم و زندگی» فعالیت می‌کردند، به غیر از سوسیالیسم به چیز دیگری فکر نمی‌کردند و از دید آنها هر سیاست اقتصادی محکوم به شکست بود حتی اصلاحات ارضی.» در هنگام انقلاب ۱۳۵۷ و پس از پیروزی آن، با تشدید نگاه چپ و ضدسرمایه‌داری و تبدیل شدن مبارزه با سرمایه‌داری همچون یک هدف، بخشی از انقلابیون، چپ گرایان و بازاریانِ حامی انقلاب، صاحبان صنعت را پایگاه امپریالیسم و دشمن می‌شمردند و به دنبال سلب مالکیت خصوصی و به گفته خودشان برقراری «عدالت» و مبارزه با امپریالیسم بودند. از نظر بسیاری از این احزاب چپ‌گرا، مدیر کارخانه شخصی «زالوصفت» بوده که حاصل دسترنج کارکنان را غصب کرده و باید کارگران با «مدیریت شورایی» کارخانه را اداره کنند. به گفته غلامرضا سعیدی «جذابیتی که شعارهای این گروه‌ها داشت قشرهای جوان را به خودش جذب می‌کرد و موجب تأثیرگذاری بیشتر آنها می‌شد.»
در ابتدای انقلاب، از خواسته‌های جنبش مسلمانان مبارز که در نشریه رسمی‌شان اعلام کردند، اعدام آنچه «سرمایه‌دار» می‌خوانند نیز بود: «اینک همه سؤال می‌کنیم که در کجای فرهنگ انقلاب‌های جهان نوشته‌اند که پس از سقوط رژیم، تنها جانیان رژیم، پاسبان و سرباز و افسر است و تنها باید همین‌ها را اعدام کرد؟ در کجای فرهنگ انقلابی اسلام، زمین‌دار و زمین‌خوار و سرمایه‌دار و رباخوار، مفسد شناخته نشده و تنها پاسبان و سرباز «فاسد» ناآگاه و مأمور «مفسد» به‌شمار آمده است؟ چرا در این انقلاب حتی یک نفر ــ آری فقط یک نفر ــ سرمایه‌دار، زمین‌خوار یا رباخوار را دراز نکردند؟ مگر مصداق واقعی مفسد فی‌الارض همین سرمایه‌داران، زمین‌داران، زمین‌خواران و رباخواران نهستند.» حبیب‌الله پیمان دبیرکل جنبش مسلمانان مبارز در سلسله‌مقالاتی با عنوان «مباحث ایدئولوژیک» از غیراسلامی بودن مالکیت مغازه‌ها در بازار سخن می‌گفت: «این‌که [در اسلام] گفته شده هر کس زودتر به بازار رفت و مکانی را اشغال نمود تا شب حق تقدم در استفاده از آن دارد، دلیل است بر این‌که مغازه‌ها در مالکیت خصوصی افراد نبوده است… بازار هم مانند مسجد است. مکان‌های آن‌ها ملک خدا یعنی برای استفادهٔ عموم است و هر کس زودتر مکانی را برای عرضه و فروش کالای خود اشغال کرد بر دیگران حق تقدم دارد و کرایه دادن هم معمول نیست.» پیمان در ناآرامی‌های ابتدای انقلاب در کارخانجات مختلف سخنرانی می‌کرد و بر نقش و حضور شوراهای کارگری در کارهای اجرایی تأکید می‌کرد تا شوراهای کارگری باید قدرت اجرایی داشته باشند. او به شرکت نیز مینو رفت و در سخنرانی خود به کارگران اطمینان داد که بیرون‌کردن مالکان شرکت هیچ خسارتی به شرکت نمی‌زند. او در میان کارگران گفت: «شاه رفت. هیچ حادثه ای رخ نداد. خسروشاهی هم برود، هیچ چیزی نمی‌شود.»
در این دوران انقلابیون عدالت‌خواه القابی مانند «زالوصفت»، «وابسته به دربار» و «کمپرادور» را به بسیاری از سرمایه‌داران و کارآفرینان نثار می‌کردند. در این فضا، بنا به فرمان سید روح‌الله خمینی خطاب به شورای انقلاب، در تاریخ ۹ اسفند ۱۳۵۷، این شورا می‌توانست به «حکم حاکم شرع» مصادره اموال را انجام دهد. از این رو بنیاد مستضعفان انقلاب اسلامی یک ماه پس از وقوع انقلاب ۱۳۵۷، به فرمان سید روح‌الله خمینی، با هدف تجمیع اموال و دارایی‌های مصادره شده و با شعار تخصیص این دارایی‌ها همچون «غنائم» به مستضعفان، تأسیس شد. پس از این نیز، با اشغال سفارت آمریکا و افزوده شدن آمریکا ستیزی به مبارزه با سرمایه‌داری و اقتصاد آزاد و لیبرال، فضای انقلابی تشدید و عرصه بر روی منتقدان مصادره‌ها تنگ‌تر شد و نگاه منفی به صنایع ایران که در آن زمان بخشی از نظام تولید جهانی در صادرات و واردات بودند، هر روز بیشتر می‌شد.
بنیاد مستضعفان از لحاظ حقوقی نه جزو شرکت‌های دولتی در ایران است و نه یک شرکت سهامی خاص (خصوصی)، بلکه ادعا می‌شود یک مؤسسه ناسودبر است، دولت اجازه دخالت در امور آن را ندارد و در قبال عملکردش تنها می‌بایست به رهبر جمهوری اسلامی پاسخ‌گو باشد. در سال مالی ۱۳۹۸ درآمد آن ۳۶ هزار میلیارد تومان بوده است.

## شروع مصادره‌ها

### مصادره اموال افراد
در اوایل انقلاب، اموال وابستگان به حکومت پهلوی، برخی کارمندان عالی‌رتبه دولتی و نظامی، کارآفرینان، سرمایه‌داران و تجار، اقلیت‌های دینی (بهائیان و یهودیان) و هنرمندان سرشناس و پرآوازه به حکم دادگاه‌های انقلاب مصادره شد. احکام دادگاه‌های انقلاب به اشکال گوناگون و بنابر تشخیص قاضی صادر می‌شد، در برخی از احکام تمامی اموال منقول و غیرمنقول فرد مصادره می‌شد و در برخی دیگر حتی اموال همسر و فرزندان و در برخی از احکام اموال پدر، مادر، برادر و خواهران متهم، مصادره می‌شد. در بسیاری از موارد قبل از صدور حکمی از دادگاه انقلاب، برخی اموال و مکان‌ها توسط ارگان‌ها و مردم تصرف شده بود. همچنین گزارش‌هایی موجود است که در ابتدای انقلاب برخی انقلابیون شبانه برخی از خانه‌های مجلل را تصرف می‌کردند. گزارش‌هایی نیز از تاراج اموال در این تصرف‌ها موجود است. در اصفهان، پس از آنکه رئیس دادگاه انقلاب اسلامی اصفهان حکم مصادره برخی از هتل‌های سرمایه داران اصفهانی را صادر کرد، برخی از انقلابیون خودشان به داخل هتل‌ها می‌رفتند و آنها را تصرف می‌کردند.
هاشمی رفسنجانی در این مورد می‌گوید که «دادگاه‌ها دست قاضی‌های جوان و کم‌سابقه افتاده بود و احکام مصادره نادرستی هم صادر می‌کردند و گاهی هم انسان‌های ناباب در کمیته‌ها یا دادگاه‌های انقلاب نفوذ کرده بودند و مسائل شخصی را با مسائل انقلاب مخلوط می‌کردند.» همچنین پس از انقلاب، قانونی تصویب شد که اموال افرادی که در خارج از کشور به سر می‌بردند را به عنوان اموال بلاصاحب محسوب کرده و به نهادهای تأسیس شده اجازه می‌داد که این اموال را مصادره کنند.

### مصادره بانک‌های خصوصی
در دهه‌های سی تا پنجاه، بر اساس احساس نیاز کشور در حوزه تجارت و صنعت، تعدادی بانک خصوصی توسط برخی سرمایه‌داران و کارآفرینان تأسیس شدند. پنج ماه از وقوع انقلاب اسلامی، در زیر نگاه منفی به سرمایه‌داران و بانک‌داری، شورای انقلاب در یکی از مصوبه‌های مهم خود در حوزه اقتصاد، فرمان به دولتی‌سازی بانک‌ها داد. پس از فرمان مصادره، ۲۴ بانک خصوصی و مختلط از تملک صاحبان حقیقی خارج شده و به تملک دولت درآمدند. اگرچه به گفته برخی بر اساس پیشنهادِ دولت تصمیم بر ادامه کار این بانک‌ها را می‌دهند، اما در نهایت با تصمیم شورای انقلاب بانک‌های خصوصی منحل می‌شوند. از جمله بانک‌های مصادره شده می‌توان به بانک صنعت و معدن، بانک شهریار، بانک ایرانیان، بانک داریوش، بانک اعتبارات، بانک بین‌المللی ایران و ژاپن، «بانک شاهنشاهی انگلیس و ایران» اشاره کرد. با توجه به نیاز، بانک‌هایی همچون «بانک صنعت و معدن» پس از چند سال دوباره تأسیس شدند.

### مصادره کارخانجات و صنایع بزرگ مربوط به ۵۳ صاحب سرمایه و صنعت
نگاهِ منفی به صاحبان سرمایه و تجار، موجب تصویبِ «قانون حفاظت و توسعه صنایع ایران» شد که ادعای جلوگیری از وابستگی به «سرمایه‌داری غارتگر جهانی» و «جهت احیاء و ادارهٔ صحیح» اقتصاد و صنایع بود. در جلسات مربوط به تصویب طرح، که مخالفان و موافقان خودش را داشت، نظر عزت‌الله سحابی، از اعضای اصلی شورای انقلاب، اینگونه بود: «اتهام بزرگ همه صنعتگران این بود که پای امپریالیسم را به کشور باز کرده بودند. » «قانون حفاظت و توسعه صنایع ایران» در تیر ۱۳۵۸، یعنی پنج ماه پس از «پیروزی انقلاب» و کمی پس از فرمان دولتی‌سازی بانک‌های خصوصی، در «شورای انقلاب» تصویب شد. طبق ماده دوم این قانون، «صنایع و معادن بزرگی که صاحبان آن از طریق روابط غیرقانونی با رژیم گذشته، استفاده نامشروع از امکانات و تضییع حقوق عمومی به ثروت‌های کلان دست یافته‌اند» مصادره شدند و در تملک دولت قرار گرفتند. در پی این مصوبه، شورای انقلاب در اواخر بهار ۱۳۵۸ یک فهرست متشکل از ۵۳ صاحب سرمایه و صنعت، تهیه کرد و دارایی‌های آن‌ها مصادره شد. گفته می‌شود بیش از ۵۰۰ واحد تولیدی در سراسر کشور مشمول مصوبه شورای انقلاب شدند. در مقابل، چندین نفر از این ۵۳ نفر تلاش کردند تا اموال خود را پس بگیرند. آنها حتی توانستند با چهره‌های مهم سیاسی نیز دیدار داشته‌باشند و بی‌دلیل بودن مصادره‌ها را توضیح دهند. اما در نهایت تلاش آنها بی‌نتیجه ماند.
همچنین، به موجب بند «ب» قانون حفاظت و توسعه صنایع، تمام شرکت‌ها و کارخانه‌های بین‌المللی که با آمریکا در ارتباط بودند، مشمول مصادره می‌شدند. در میان آنها، مجموعه‌ای از بزرگ‌ترین هتل‌های بین‌المللی در ایران که توسط شرکت‌های بین‌المللی آمریکایی یا با مشارکت و سرمایه‌گذاری سرمایه‌داران ایرانی ساخته شده بود نیز وجود دارد. از جمله آنها مجموعه‌هایت، شرایتون، هیلتون و اینترکنتیننتال در شهرهای مختلف ایران بود. همچنین، شانزده کارخانه دارویی چند ملیتی و آمریکایی مانند فایزر (رازک)، پارک دیویس (الحاوی) و هورس، و کارخانه جنرال موتورز (پارس خودرو) را می‌توان نام برد.

### موج دوم مصادره
بعد از مصادره اموال افراد مورد نظر در «قانون حفاظت و توسعه صنایع ایران»، با اشغال سفارت آمریکا و افزوده شدن آمریکا ستیزی به مبارزه با سرمایه‌داری، فضای انقلابی تشدید و عرصه بر روی منتقدان مصادره‌ها تنگ‌تر شد. نگاه منفی به صنایع ایران که در آن زمان بخشی از نظام تولید جهانی در صادرات و واردات بودند، هر روز بیشتر می‌شد. با افزایش فشار نیروهای سیاسی چپ و سوسیالیستیِ اسلامی که به دنبال سلب مالکیت خصوصی بودند، برخی دیگر از کارخانه‌های خصوصی مصادره شدند. کارخانه‌هایی همچون ارج و مینو شامل این موج جدید مصادره شدند که به «موج دوم مصادره» مشهور شد. در این مصادره‌های جدید، معمولاً صاحب اموال زیر فشار احزاب کارگری که به دنبال «مدیریت شورایی» بودند، مجبور به تحویل اموالش می‌شد. خسروشاهی پس از چند روز گروگان‌گیری و تهدید مجبور می‌شود که کارخانه مینو را تحویل دهد. همچنین، در سال ۱۳۶۲، همه دارایی‌های عبدالرحیم جعفری پس از آزادی از زندان، با امضای یک صلح‌نامه در دادگاهی به ریاست محمدی گیلانی، به سازمان تبلیغات اسلامی واگذار شد. جعفری در کتاب خاطرات خود، «در جستجوی صبح»، دربارهٔ دادگاهی که برگزار شد چنین نوشته است: «جنتی و محمدی گیلانی وارد اتاق شدند و گیلانی با لگد بر سر و صورتم می‌زد تا انتشارات امیرکبیر را به تشکیلات جنتی هدیه کنم و من به‌خاطر حفظ جانم چنین کردم!» جعفری تا آخر عمر تلاش‌های خود برای بازپس‌گیری امیرکبیر و دیگر دارایی‌هایش را ادامه داد، ولی با وجود صدور مکرر رای اعاده اموال در دادگاه‌های مختلف، او سرانجام موفق به پس گرفتن امیرکبیر از سازمان تبلیغات نشد.
در میان اموال و دارایی‌های مصادره شده در طول چند سال، نام بزرگ‌ترین کارآفرینان چندین دهه قبل از انقلاب، از جمله خاندان لاجوردی، خاندان خسروشاهی، برادران خیامی، خانواده رضایی، برادران ارجمند، محمدتقی برخوردار، اصغر قندچی، محمدرحیم متقی ایروانی، محسن آزمایش، حبیب‌الله القانیان، جعفر اخوان، حسین خداداد، حبیب‌الله ثابت، حسین قاسمیه، محمدتقی توکلی و هژبر یزدانی دیده می‌شود.

### اصلاحات، مصادره و تقسیم اراضی
در اسفند ۱۳۵۸، برای دومین بار پس از اصلاحات ارضی در دوره پهلوی دوم، طرحی منتشر شد که از برخی مالکان زمین، سلب مالکیت می‌شد. یکی از بندهای موجود در این طرح مربوط به «اراضی زیر کشت که توسط نهادهای اسلامی مصادره شده» بود. در این مورد، ذکر شده که با توجه به مصلحت جامعه و نیاز و توانایی اشخاص، اراضی به افراد واجد شرایط واگذار می‌شود یا برای کارهای عام‌المنفعه اختصاص می‌یابد. بند سوم آن مربوط به حکم مصادرهٔ اراضی مربوط به دستهٔ مقابل است: «اراضی بزرگ که در دست زمین‌داران بزرگ است و ظاهراً با ملاک‌های رژیم قبلی مجوز قانونی هم دارند.» در این مورد، هیئت هفت نفره اجازه داشت که بر اساس تبصره‌ها، تا تمام زمین را مصادره کند یا بخشی از آن را تقسیم و به فرد دیگر واجد شرایطی بدهد. در همان ابتدا، شیوهٔ مصادره و تقسیم زمین‌ها و باغ‌های افراد، مورد انتقاد عبدالکریم موسوی اردبیلی قرار گرفت. با شعار مصالح جامعه برای احیای زمین‌های موات و احیای روستاها و عدالت اجتماعی «لایحه قانونی نحوه واگذاری و احیای اراضی به کشاورزان» به تصویب شورای انقلاب رسید. موسوی اردبیلی معتقد بود که اصل قانون درست و خوب بود اما به دلیل اینکه خط و خطور فکری افراد روشن نبودو از گروه‌های «همه به اصطلاح قاطی پاطی بودند. چپی، راستی، مجاهد، منافق، مسلمان، حزب‌اللهی، همه در هم بودند و رفتند و واقعاً در بعضی از جاها بد عمل کردند.»

### اصل ۴۹ قانون اساسی
به موجب این قانون، «دولت موظف است ثروت های ناشی از ربا, غصب, رشوه, اختلاس, سرقت, قمار, سوء استفاده از موقوفات, سوءاستفاده از مقاطعه کاری ها و معاملات دولتی, فروش زمین های موات و مباحات اصلی, دایر کردن اماکن فساد و سایر موارد غیر مشروع را گرفته و به صاحب حق رد کند و در صورت معلوم نبودن او به بیت المال بدهد.» بر این اساس ستاد اصل ۴۹ قانون اساسی بابت نحوه اجرای اصل ۴۹ قانون اساسی در تابستان سال ۱۳۶۳ تصویب شده و سپس در فرمان «علی خامنه‌ای» در بهار سال ۱۳۷۹، مورد تجدیدنظر قرار گرفته است. مصادره اموال برخی زندانیان سیاسی بر اساس این اصل صورت گرفته است.

## تقسیم اموال مصادره شده در نهادهای مختلف
به علاوه بنیاد مستضعفان که وظیفه نخستین و اصلی را در ارتباط با اموال مصادره‌ای را داشته و دارد، در سال‌های نخستین انقلاب، بخشی از بودجه بنیاد شهید (سازمان اقتصادی کوثر) نیز از محل اموال مصادره‌ای تأمین می‌شد. سپس در سال ۱۳۶۴ با درخواست سرپرست وقت بنیاد شهید و موافقت روح‌الله خمینی، بخشی از اموال مصادره‌ای برای تأمین هزینه‌های مالی به شکل رسمی در اختیار بنیاد شهید قرار گرفت.
با شکل‌گیری ستاد اجرایی فرمان امام در سال ۱۳۶۸ نیز، برخی از اموال و دارایی‌های مصادره شده به این ستاد تحویل داده شد. در برآوردی توسط رویترز، ارزش دارایی‌های این ستاد در سال ۱۳۹۲، رقم ۹۵ میلیارد دلار تخمین زده شده است.
هر سه نهاد بنیاد مستضعفان، بنیاد شهید و ستاد اجرایی فرمان امام، نه خصوصی هستند و نه دولتی، بلکه زیر مجموعه نهادهای رهبر جمهوری اسلامی ایران قرار می‌گیرند. دولت نیز اجازه دخالت در امور آنها را ندارد.

## پی‌آمد و سرنوشت مصادره‌ها
سرنوشت و علت مصادره‌های صورت گرفته یکی از موضوعات مورد بحث در سال‌های اخیر بوده است. مصادره اموال و دارایی‌های سرمایه‌داران ایرانی موجب فرار صدها نفر از آنها به خارج کشور شد. برخی از این سرمایه‌داران، در خارج از کشور نیز توانستند بار دیگر به موفقیت‌های اقتصادی برسند. گزارش‌های منتشرشده پس از فروکشیدن جو اوایل انقلاب، نشان می‌دهند که بسیاری از صاحبان این کارخانه‌ها و واحدهای تولیدی، هیچ «روابط غیرقانونی با رژیم گذشته» نداشته‌اند و قاضی‌ها احکام نادرستی صادر کرده‌اند. پیش از مصادره، اگرچه انقلابیون عدالت‌خواه تصور می‌کردند که صنعت و تولید عبارت است از «زمین و پول و ماشین‌آلات و کارگر»، اما پس از مصادره با وجود داشتن این موارد، بسیاری از صنایع مهم ایران به سرعت رو به ورشکستگی نهاده و از بین رفتند و نقش «مدیریتی» دلسوز و آگاه که بتواند «زمین و پول و ماشین‌آلات و کارگر» را گردآوری و مدیریت کند، مشخص شد. قبل از مصادره‌ها، اغلب کارخانه‌ها و واحدهای تولیدی فعال در این بخش و در حوزه‌های کاری خود بسیار موفق و سودآور در ایران و منطقه بودند و نقش مهمی در اشتغال و تولید ملی داشتند. پس از مصادرهٔ آنها، به مرور زمان، برخی از کارخانه‌ها و صنایع مهم همچون کفش ملی، ارج، تولی‌پرس، پارس‌الکتریک و کارخانهٔ شرکت آزمایش توان تولید خود را از دست داده، متروک شده و امکانات آنها فروخته شده‌اند، و برخی دیگر مانند صنایع خودروسازی با ضررهای سنگین مواجه شدند. در این مورد محسن رفیقدوست رئیس سابق بنیاد مستضعفین می‌گوید که «وقتی بنده وارد بنیاد شدم، ۸۰۰ و اندی شرکت بود که ما آن را تبدیل کردیم به چهارصد شرکت بقیه را منحل کردیم چرا که موضوعیت و ضرورت نداشتند البته بعد از بنده بیش از ۲۰۰ شرکت دیگر نیز واگذار یا منحل شد چرا که فقط بحث ضرردهی نبود و استدلال این بود که بنیاد کارهای کوچکی که مردم می‌توانند انجام دهد را ورود پیدا نکند لذا برخی فروخته شد.»

### بنیاد برکت
گروه دارویی برکت یکی از زیر مجموعه‌های ستاد فرمان امام است که با بودجه و اموال و برخی از کارخانه‌های مصادره‌ای شکل گرفته است. از جمله آنها تولید دارو و پخش البرز از شرکت‌های مصادره شدهٔ متعلق به خانواده خسروشاهی هستند که از مهم‌ترین شرکت‌های دارویی ایران محسوب می‌شوند.

### انتقال به آموزش و پروش
حسین مظفر وزیر آموزش و پرورش در سال ۱۳۷۷ در نامه ای به سید علی خامنه ای درخواست نمود سه دسته از املاک  به شرح زیر که در اختیار بنیاد مستضعفان هستند به آموزش و پروش داده شود. 
1. مالکیت کلیه ساختمانها و املاکی که از قبل از انقلاب فضای آموزشی و پرورشی بوده و بعد از انقلاب به نفع بنیاد مستضعفان و جانبازان مصادره گردیده‌است و هم‌اکنون نیز به عنوان فضای آموزشی و پرورشی مورد استفاده دانش آموزان قرار دارد.
2. مالکیت عرصه کلیه اراضی که بعد از انقلاب به نفع بنیاد مستضعفان و جانبازان مصادره گردیده و آموزش و پرورش از اوایل انقلاب در این عرصه‌ها اقدام به احداث اعیانی مدرسه نموده‌است و هم‌اکنون به عنوان فضای آموزشی و پرورشی مورد استفاده دانش آموزان می‌باشد.
3. مالکیت ساختمانها و املاکی که قبل از انقلاب مدرسه نبوده و بعد از انقلاب به نفع بنیاد مستضعفان و جانبازان مصادره گردیده‌است لیکن از سالها قبل تاکنون به عنوان فضای آموزشی و پرورشی مورد استفاده دانش آموزان قرار دارد.

سید علی خامنه ای در پاسخ با این درخواست موافقت کرد.

## آثار مصادره‌ها بر اقتصاد و اجتماع ایران
عباس میلانی در مصاحبه ای گفت: این عمل باعث خروج گسترده سرمایه از کشور و در دراز مدت به تبع آن خروج سرمایه فکری از کشور شد و ایران شروع کرد به از دست دادن تواناییهای اقتصادی خود. وی مصادره‌ها را حماقت تاریخی خواند. محسن سازگارا می‌گوید: من رئیس سازمان گسترش صنایع ایران بودم و بفاصله شش ماه در عمل و عینی دیدم که اینها حرف مفت است که دولت را بکنیم سهامدار و از دست مردم بگیریم. صنعت نیاز به بخش خصوصی و رقابت آزاد دارد.. قبلاً در چین و هند و شوروی این شده بود .. اقتصاد دولتی و خودکفایی ملی .. همه شکست خورد. از نتایج آن ایجاد بنیاد مستضعفان و ستاد اجرایی فرمان امام که کنترل این اموال را در دست دارند به سازمانهایی عریض و طویل تبدیل شده‌اند که فقط به شخص رهبر پاسخگو هستند. رویترز در سال ۲۰۱۳ در گزارشی بنام امپراتوری رهبر ایران فقط داراییهای ستاد اجرایی فرمان امام را ۹۵میلیارد دلار تخمین زد.

## برخی شرکت‌ها، صنایع و اموال مصادره شده
- - ۲۴ بانک خصوصی و نیمه خصوصی مربوط به صاحبان سرمایه[۴۹]
- ارج
- آزمایش
- ایران خودرو، فروشگاه کورش، کارخانه لاستیک‌سازی بریجستون ایران، مبلیران، بیمه آسیا، ایدم تبریز و دیگر مجموعه کارخانه‌ها، شرکت‌ها و بانک مربوط به احمد و محمود خیامی[۷۶]
- ایران‌جان‌دیر (کمباین‌سازی ایران کنونی)
- شرکت نفت پارس
- کفش ملی و بیش از ۵۰ شرکت در ارتباط با صنایع کفش ملی مربوط به متقی ایروانی[۷۷]
- پارس الکتریک، قوه پارس، شرکت صنعتی پارس توشیبا، شرکت فرش پارس، شرکت کالای الکتریک و شرکت‌های کارتن البرز، سرامیک البرز و کاشی پارس و مجموعه‌ای دیگر از کارخانه‌ها و شرکت‌های مربوط به محمدتقی برخوردار
- سازمان ورزشی و فرهنگی تاج
- باشگاه فرهنگی ورزشی پرسپولیس، شرکت سی‌آرسی سهامی خاص و بولینگ عبده مربوط به علی عبده
- کارخانجات جنرال موتورز ایران (پارس خودرو)
- ایران کاوه (سایپا دیزل)
- تولی‌پرس و کارخانجات دارویی و بهداشتی مربوط به کاظم خسروشاهی از جمله تولید دارو، تیدی، پخش البرز، پایور، پایه‌گذار[۷۸]
- گروه صنعتی مینو مربوط به خانواده خسروشاهی
- تکنو صنایع و کامپیوتر البرز
- داروگر متعلق به غلامرضا داروگر[۷۹]
- شرکت صنعتی بهشهر، مخمل کاشان، راوند کاشان، پلی اکریل اصفهان و بیش از ۸۰ شرکت و کارخانه دیگر مربوط به براداران لاجوردی[۷۷][۸۰][۲]
- هپکو و صنایع فولاد خوزستان؛ از جمله «شرکت سهامی کارخانجات نورد اهواز»، کارخانه‌های «نورد شاهین»، «نورد شهداد»، «نورد شاهرخ»، مجتمع صنایع فلزی خوزستان و کارخانه شهباز مربوط به براداران رضایی[۷۷]
- کارخانجات و سهام‌های مربوط به محمدتقی توکلی از جمله در «ماشین‌سازی تبریز»، «کمپرسورسازی»، «کبریت توکلی»، «پمپ ایران»، «موتوژن»، «شرکت گسترش صنایع ریلی»، «کارخانه تولید نئوپان»، «کارخانه ساخت فورمیکا».[۸۱][۸۲]
- کارخانجات سرامیک‌سازی و کاشی‌سازی ایرانا، پلاستیک‌سازی، ملامین‌سازی تهران، واحد تولیدی پتو پرنیان، کارخانه بستنی‌سازی الدرادو و نیز چندین واحد کوچک و بزرگ تولیدی دیگر مربوط به مراد اریه[۲]
- تماشاگه زمان و مجموعه‌های تولیدی مربوط به حسین خداداد[۸۳]
- گروه پارس شامل ۲۸ شرکت از جمله روغن نباتی قو که از سوی حسین قاسمیه، امیرصالح و دیگر شرکای آنها تأسیس شده بود و اداره می‌شد.[۸۴]
- مجتمع شمش روی کالسیمین و کارخانه سرب انگوران مربوط به رضا رستگار اصفهانی[۲]
- کارخانه تصفیه شکر اهواز و کارخانه قندسازی دزفول مربوط به محمد ابونصر عضد[۲]
- مجموعه دارایی‌ها و سهام‌های مهدی بوشهری در شرکت‌های واردات و حق‌العمل‌کاری سولز ایران، شرکت پلیران، شرکت پخش نوار و صفحه آوریل، شرکت واردات شیشه و لوازم برقی تکنیساز، شرکت خدمات سینمایی و فیلم‌برداری، شرکت گسترش صنایع سینمایی ایران، شرکت ایرساکو، شرکت آب‌های معدنی دماوند، شرکت صنایع ساختمانی ثزا، شرکت امک چالوس و شرکت لبنیات پاستوریزه پاک[۲]
- شرکت بهداشتی فیروز، کارخانه پپسی‌کولا، کارخانه جنرال‌تایر و نمایندگی اتومبیل استودبیکر مربوط به حبیب ثابت[۲]
- شرکت پلاستیک سازی پلاسکو، صنایع پروفیل آلومینیم، ساختمان آلومینیوم و ساختمان پلاسکو و دیگر مراکز مربوط به حبیب‌الله القانیان[۸۵]
- پارس تریکو، استارلایت و دیگر شرکت‌های اقتصادی مربوط به رکن‌الدین سادات تهرانی[۸۶][۸۷]
- کارخانه‌ها و باغ‌های محمدصادق فاتح یزدی[۸۸]
- کارخانه‌جات نساجی ایران برک و ایران پوپلین مربوط به ابوالقاسم هرندی[۸۹]
- شانزده مجموعه داروسازی بین‌المللی مانند فایزر (رازک)، پارک دیویس (الحاوی) و هورس.[۵۶]
- گروه هتل‌های شرایتون در شهرهای مختلف[۵۵][۹۰]
- هتل‌های رویال هیلتون در شهرهای مختلف[۵۵]
- گروه هتل‌های هایت در شهرهای مخلتف
- هتل رویال گاردین (هتل پارسیان انقلاب تهران)
- هتل‌های اینترکنتیننتال تهران و شیراز[۹۱]
- هتل اوین تهران (پارسیان اوین)
- هتل بین‌المللی تهران (مدتی پس از مصادره تخریب شد)[۹۲]
- آدامس خروس‌نشان
- کفش بلا[۲]
- لاستیک‌سازی دنا[۹۳]
- پارک ارم
- کافه، قنادی و هتل نادری[۹۴]
- بیمارستان قدس اراک
- بیمارستان میثاقیه (بیمارستان مصطفی خمینی)[۹۵]
- استودیو میثاقیه (بنیاد سینمایی فارابی)[۹۵]
- دارالتبلیغ اسلامی
- کارخانه قند شازند
- برج سپهر
- مؤسسه انتشاراتی امیرکبیر
- انتشارات خوارزمی
- سینما فرهنگ (سینما بهمن)[۹۵]
- اطلاعات (روزنامه)
- کیهان (روزنامه)
- سفارت ایالات متحده آمریکا در تهران
- شرکت بین‌المللی مهندسی سازوکار
- فروشگاه‌های زنجیره ای بهمند (خانواه مسعود بهمند)

### خانه‌ها و ویلاها
تعداد زیادی از خانه‌های شخصیت‌های سیاسی و دینی، سرمایه‌داران، هنرمندان و …، از جمله:
- خانه حسن شماعی زاده واقع در خیابان باهنر (نیاوران) - خیابان فیضی (جمشیدیه) - خیابان ۲۴ (جبلی) - کوچه مریم[۹۶]در تاریخ ۱۶ فروردین ۱۳۹۷ وی با طرح مجدد این موضوع در صفحه اینستاگرام خود، حسین‌علی نیری، معاون دیوان عالی کشور و از عوامل اصلی اعدام زندانیان سیاسی در تابستان ۱۳۶۷ را متهم کرده است که خانه‌اش را به جرم آنچه «شغل کثیف خوانندگی» خوانده، به نفع خود مصادره و آن را تصاحب کرده و حال با «جعل سند» آن را برای فروش در بازار مسکن گذاشته است.[۹۷]سید حسن فیروزآبادی مشاور عالی نظامی علی خامنه‌ای دربارهٔ ویلای ۱۰ هزار متری لواسان گفته که این ویلا ۲۲ سال پیش با دستور آقای خامنه‌ای به او تحویل داده شده است.[۹۸] سید پرویز فتاح، رئیس بنیاد مستضعفان در یک برنامه تلویزیونی اعلام کرد که بعضی از املاک خوب این بنیاد در اختیار شماری از مقامات سابق و فعلی، مجلس و نهادهای نظامی است که آنها را پس نمی‌دهند. او گفته است که بنیاد مستضعفان در بازپس‌گیری املاک حریف نیروهای مسلح نمی‌شود، از جمله سپاه پاسداران ملک ۲۰۰ میلیاردی در جماران را که هیچ استفاده‌ای هم نمی‌کند پس نمی‌دهد.[۹۹]
- خانه اردشیر زاهدی در جماران توسط بنیاد مستضعفان به مؤسسه تنظیم و نشر آثار امام فروخته شد و اکنون یکی از ساختمان‌های آن در اختیار حجت السلام کمساری رئیس این مؤسسه قرار گرفته است. وی در پاسخ به اینکه چرا چند صد میلیون تومان خرج بازسازی آن کرده است گفت: وقتی پیشنهاد ریاست مؤسسه تنظیم و نشر آثار امام (ره) در تهران به بنده شد محل اسکان در تهران نیز مدنظر قرار گرفت. گفته شد مسکن تأمین می‌شود با سفر به تهران متوجه شدم برای اجاره یک خانه باید ۲ میلیارد هزینه شود، آن زمان بود که پیشنهاد بازسازی همین ملک را دادم تا هم در دوره ریاست بنده مورد استفاده قرار بگیرد و هم در ادامه خانه سازمانی باشد که بشود از آن استفاده کرد تا کاهش هزینه تهیه مسکن مدیران برای مؤسسه حاصل شود.[۱۰۰]
- ویلای علی اکبر ولایتی: بنا بر گفتهٔ مهدی کروبی ویلایی هزارمتر مربعی در کنار کاخ سعدآباد تهران مصادره شده از باقی‌ماندهٔ اموال خانواده پهلوی، توسط بنیاد شهید ما بازاء خانهٔ علی‌اکبر ولایتی به وی داده شد تا او پول مابه‌التفاوت را به‌صورت قسطی بپردازد ولی بعد از سید روح‌الله خمینی، علی‌اکبر ولایتی گفته است که آن را با سید علی خامنه‌ای حساب خواهد کرد.[۱۰۱][۱۰۲][۱۰۳][۱۰۴][۱۰۵][۱۰۶]
- خانه کبری خزعلی (رئیس شورای اجتماعی زنان، پشتیبان زیادزایی زنان و حذف غربالگری پیش از زایمان) که به گفته برادرش مهدی خزعلی در سال ۱۳۹۹ معادل ۵۰۰ میلیارد تومان (بیش از ۵۰ میلیون دلار آمریکا) ارزش داشته است. مهدی خزعلی اولین بار این خبر را افشا کرد و نیز گفت دو فرزند از سه فرزند کبری در خارج از کشور زندگی می‌کنند.[۱۰۷]
- در شهریور ۱۳۹۷ مهدی خزعلی افشا کرد که خانواده او ملک مصادره ای متعلق به خانواده شاه را بدون مزایده خریده‌اند و به او یک آپارتمان ۲۰۰ متری از این معامله رسیده است و وی از رضا پهلوی برای آن آپارتمان طلب حلالیت کرد.[۱۰۸]

## مصادره اموال قاچاقچیان مواد مخدر
بر اساس قانون مبارزه با مواد مخدر پس از انقلاب اموال قاچاقچیان مصادره می‌گردد. در ارتباط با این قانون سه مرحله مختلف روی داد. «از سال۶۷ تا سال ۸۹، هر کس به مجازات اعدام یا حبس ابد محکوم می‌شد، اموالش هم مصادره می‌شد و دستگاه قضایی باید کل اموال این فرد و حتی اموالی که به نام دیگران سند زده را هم، شناسایی و مصادره می‌کرد. از سال ۸۹ تا ۹۶، قانون مقرر کرد که اموال به دست آمده از ارتکاب جرم، مشمول مصادره است اما اینجا، اثبات تحصیل مال از محل ارتکاب جرم بر عهده قاضی بود. از سال ۹۶ تا امروز، قانون به ضبط اموال ناشی از مواد مخدر و روانگردان حکم داده که ضبط هم، استثناهای مصادره را شامل نمی‌شود. اما تأکید قانون این است که خودروهای توقیفی از قاچاقچیان مواد مخدر، باید به سرعت تعیین تکلیف شده و به‌خصوص دستگاه قضا یا عوامل مقابله باید اثبات کنند که خودروهای توقیفی حامل مواد مخدر، متعلق به متهم است.» تغییرات سالهای اخیر سبب شده‌است که قاچاقچیان با پولشویی اموال خود را از مصادره خارج کنند.

## بازپس دادن املاک مصادره شده پس از انقلاب
گفته شده‌است که در سالهای دهه ۷۰ برخی از اموال مصادره شده بازگشت داده شد.
اسدالله عسگراولادی از اعضای اتاق بازرگانی می‌گوید:
 خیلی از مصادره‌ها برگشته است. ستاد فرمان هشت ماده‌ای امام اموالی را تصرف کرده که صاحبان آن در ایران نیستند. اگر این افراد برگردند، می‌توانند پیگیری کنند؛ مثلاً من یک یهودی را می‌شناسم که چند مرتبه این موضوع را به من گفت اما من گفتم که دخالتی نمی‌کنم و برای این کار وکیلی بگیرد. او به ایران آمد و وکیل گرفت و ساختمانی را که متعلق به مادرش بود پس گرفت. موردهایی بوده که به ایران آمده‌اند و توانسته‌اند اموال خود را پس بگیرند.
این در حالی است که عسگراولادی گفته بود که پرونده مصادره‌ها بسته شده است.

عسگراولادی همچنین در مصاحبه با فصلنامه مهرنامه گفت:
«ما خیلی سعی کردیم که اموال کسانی که به ناحق مصادره شده بود، بازگردانده شود، مانند آقای ایروانی، لاجوردی و برخوردارها. ما برای این افراد اقدام می‌کردیم، ولی برای کسان دیگری مانند هژبر یزدانی کاری نکردیم. در دههٔ ۶۰ شمسی چند سالی پس از انقلاب و در شرایطی که کشور در شرایط جنگی قرار داشت دولت اعلام کرد که سرمایه‌دارانی که از ایران رفته‌اند در صورت تمایل می‌توانند به ایران بازگردند و اینچنین بود که تلاش‌هایی برای احیای فعالیت‌های اقتصادی گروهی از این افراد آغاز شد. همان زمان برای آقای قاسمیه که کارخانهٔ روغن نباتی قو را داشتند هم اقدام کردیم، برای افرادی مانند آقای لاجوردی اقدام کردیم، چرا که اعتقاد داشتیم اموال این افراد به اشتباه مصادره شده است. این‌ها افرادی متدین بودند که برای کسب مالشان تلاش کرده بودند و ارتباطی هم با دربار نداشتند، ولی به ناحق اموال آن‌ها مصادره شده بود. افرادی هم مانند آقای مجد فوت شده بودند، نیازی به پیگیری آنان نبود. البته آقای قاسمیه مذهبی نبود، ولی فردی بسیار سالم بود»
در سال ۱۳۶۹ کارخانه کبریت توکلی به مالک آن بازگردانده شد.
همچنین زمین‌هایی که از افراد در دوران پهلوی مصادره شده بود به صاحبانشان بازگردانده شد. از جمله یک میلیون و ۲۰۰ هزار متر مربع از زمین‌های مصادره شده توسط خاندان پهلوی در استان مازندران به مالکان واقعی‌شان پس داده شد.

## نظر مسئولان جمهوری اسلامی

### مکتوب آیت‌الله خمینی در ۹ اسفند ۱۳۵۷ به شورای انقلاب
شورای انقلاب اسلامی به موجب این مکتوب مأموریت دارد که تمام اموال منقول و غیرمنقول سلسله پهلوی و شاخه‌ها و عمال و مربوطین به این سلسله را که در طول مدت سلطه غیرقانونی از بیت المال مسلمین اختلاس نموده‌اند، به نفع مستمندان و کارگران و کارمندان ضعیف مصادره نمایند و منقولات آن در بانکها با شماره‌ای به اسم شورای انقلاب یا اسم اینجانب سپرده شود و غیرمنقول – از قبیل مستغلات و اراضی – ثبت و مضبوط شود تا به نفع مستمندان از هر طبقه صرف گردد در ایجاد مسکن و کار و غیر ذلک. به جمیع کمیته‌های انقلاب اسلامی در سراسر کشور دستور می‌دهم که آنچه از این غنایم به دست آورده‌اند در بانک با شماره معلوم بسپرند. و به دولت ابلاغ نمایید که این غنایم، مربوط به دولت نیست و امرش با شورای انقلاب است، و آنچه مأموران دولت به دست آورده‌اند یا می‌آورند، باید به همین شماره به بانک تحویل دهند. و کسانی که از این اموال چیزی به دست آورده‌اند، باید فوراً به کمیته‌ها یا بانک تحویل دهند و متخلفان مورد مؤاخذه خواهند بود.

### پیام روح‌الله خمینی به مناسبت سال نو ۱ فروردین ۱۳۵۹
۸ – مصادره اموال متجاوزین به‌کلی از طرف افراد غیر مسؤول یا محاکم غیر صالحه شدیداً محکوم است. تمام مصادرات باید از روی موازین شرعیه با حکم دادستان یا قضات دادگاه‌ها باشد و هیچ‌کس حق دخالت در این گونه امور را ندارد. متخلفان باید شدیداً مؤاخذه شوند.
۹ – زمین‌ها باید روی موازین شرعیه توزیع گردد و بعد از اثبات این موضوع، محاکم صالحه حق اخذ دارند. هیچ‌کسی حق تجاوز به زمین یا مسکن یا باغ کسی را ندارد و اصولاً اشخاص غیر مسؤول حق دخالت در این گونه امور را ندارند ولی اطلاعات خود را دربارهٔ زمین و مسکن و باغ طاغوتیانی که به ناحق اموال مردم را غصب نموده‌اند به مسؤولین امور برسانند و اگر کسی برخلاف موازین اسلامی و قانونی اقدامی بنماید شدیداً قابل تعقیب است.
۱۰ – بنیاد مسکن و بنیاد مستضعفین هر چه زودتر بیلان کار خودشان را بدهند تا مردم از فعالیت این دو نهاد انقلابی مطلع گردند. بنیاد مسکن باید روشن کند که چه میزان کار کرده است و بنیاد مستضعفین صورت اموال منقول و غیرمنقول طاغوتیان خصوصاً شاه و خاندان و دار و دسته کثیفش در سراسر ایران را به روشنی برای مردم بیان دارند و بگویند چه کرده‌اند، اموال شاه خائن را به چه کسانی داده‌اند؟ آیا راست است که بنیاد مستضعفین، بنیاد مستکبرین گردیده است؟ اگر چنین است تصفیه ضروری است و غفلت از این امر مهم حرام.باید این دو نهاد دقیقاً برای مردم شرح دهند که چرا از این سریعتر نتوانسته‌اند کار نمایند و اگر کسانی به اسم مستضعفین خلاف می‌کنند، بر دادگاه‌های سراسر ایران است که سریعاً اقدام نمایند.

### نظر بهشتی در مورد مصادره‌ها
سید محمد بهشتی در ۱۱ شهریور ۱۳۵۹ در مصاحبه با روزنامه «اطلاعات» گفت:
- صنایع مادر و بازرگانی خارجی باید دولتی باشند.
- کارخانه‌ها و موسسات بزرگ را (که خارج از مقوله صنایع مادر هستند) می‌توان به‌صورت تعاونی اداره کرد. اگر تعاونی‌ها تقویت شوند، بخش‌خصوصی (سرمایه‌داران انفرادی) فرصت و زمینه بادکردن (بزرگ‌تر شدن) را به‌دست نمی‌آورند.
- نیمی از اموال کسانی که مالیات نداده‌اند متعلق به دولت است.
- اموال رباخواران باید مصادره شود (به جامعه و نماینده آن یعنی دولت داده شود).
- اموال کسانی که از راه بند و بست با مقامات دولتی صاحب کارخانه و… شده‌اند، مال خودشان نیست و متعلق به بیت‌المال است.
- کسانی که از راه فروش اراضی موات صاحب ثروت شده‌اند، ثروتشان حرام است.
- عموم مردم باید امکان کار و فعالیت داشته باشند.